# 冰酒
冰酒（英語：Icewine）是一種甜點酒，源自德國，主要產地是加拿大、德国、奥地利等地。它以經冬在藤上被霜冰凍的葡萄作為釀酒原料，因此得名。其製造原理與麥稈酒相同，但冰酒的製造，適合較為寒冷的地帶。

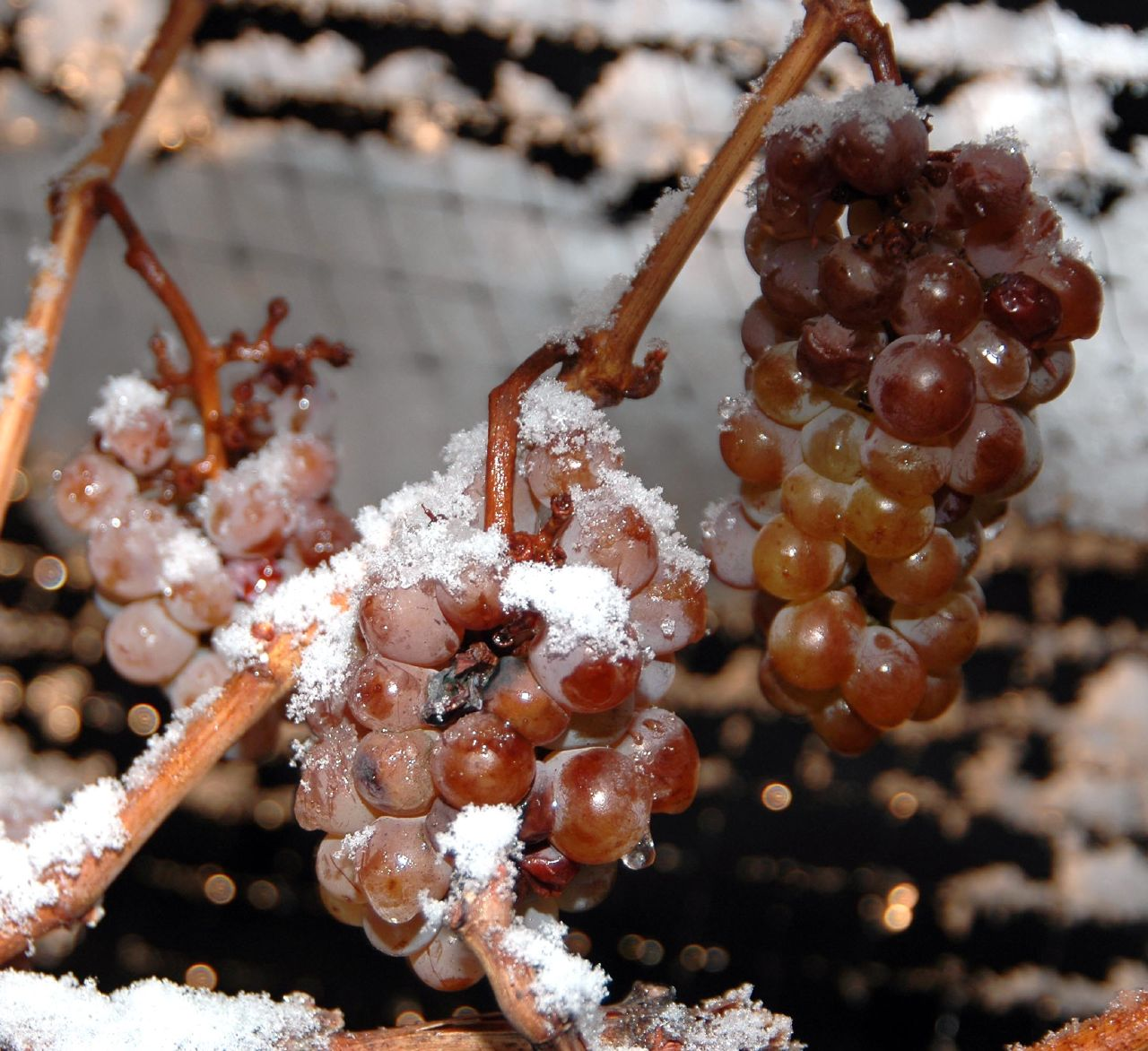
在藤上被冰霜凍的葡萄，為冰酒的原料

## 历史

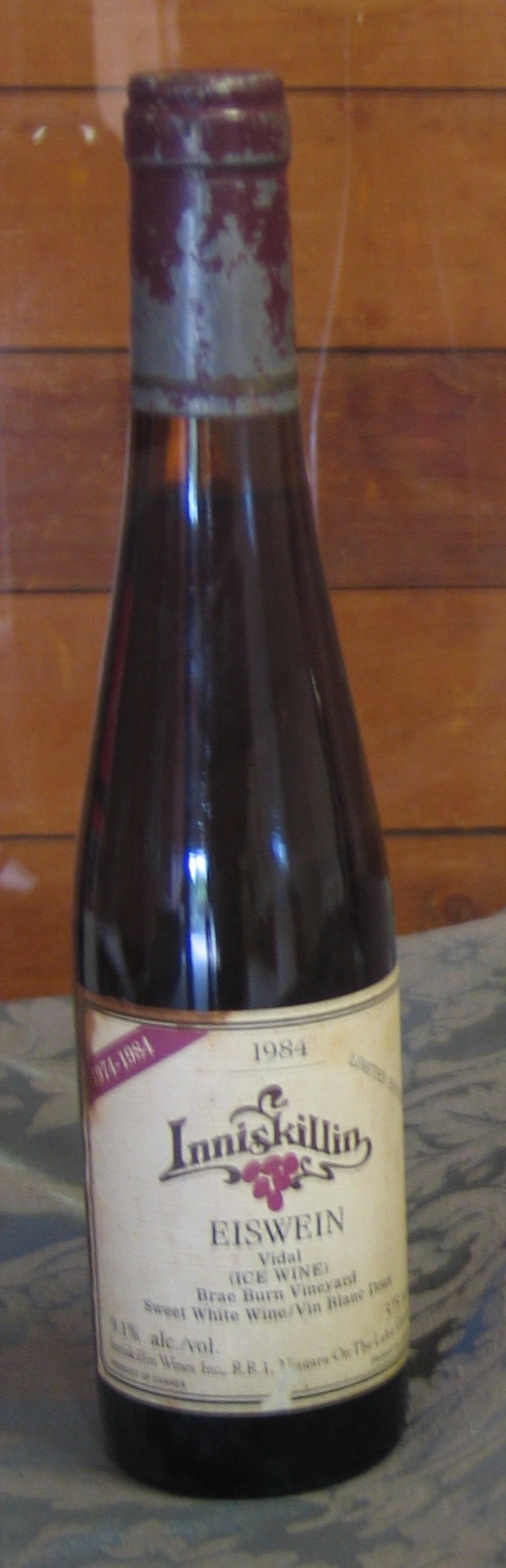
云岭生产的第一款冰酒，1984年，标签上已经写着“Eiswein。

有证据表明，自古罗马时代开始，就有使用冰冻的葡萄酿酒的事迹。老普林尼写道：「某些品种的葡萄并不是在第一次霜冻前收获。」诗人马提亚尔也写道：「葡萄应该留在藤上直到11月，让他们结上一层白霜。」但那个时代酿酒的细节，以及酿出来的酒的描述，已经不得而知，无法确认这些描述是否指的就是酿造当时流行的一种干型葡萄酒的过程。
普遍认为史上第一支冰酒，为1794年生产于德国弗兰肯。完整的文献记录是1830年2月11日莱茵黑森地区靠近宾根的一个叫多姆斯海姆的村子（Dromersheim），那里1829年份的葡萄酿制了葡萄酒。那年冬天十分寒冷，当地的葡萄种植者萌生了将葡萄留在藤上给动物们做饲料的想法。然而人们发现这些葡萄可以榨出非常甜美的原汁，于是他们将这些葡萄收获榨汁，并酿造出了冰酒。应当指出的是，使用晚收获的葡萄生产的甜葡萄酒是19世纪早期形成的德国葡萄酒的主要风格。之前主流的风格有始于1775年莱茵高約翰山堡酒莊（Schloss Johannisberg）的晚摘酒类型葡萄酒，以及稍晚的精选类型葡萄酒，这些酒通常使用滋生了贵腐菌的葡萄。因此冰酒是相对于貴腐葡萄酒更近代的德国葡萄酒风格。
在整个19世纪乃至1960年代以前，冰酒的高产在德国都十分罕见。19世纪只有六个记录在案的冰酒高产年份，包括1858年——約翰山堡第一次冰酒高产。这一时期似乎总是无法找到系统生产冰酒的方法，而冰酒反而更像是反常天气的产物。气囊的发明促使生产冰酒更加实际，生产的数量和频度也大幅提高。1961年德国冰酒产量可观，而接下来几年中，冰酒也流行开来。而其他的发明，诸如带便携式发电机的照明装置（有助于在凌晨天寒地冻时收获葡萄）和塑料薄膜（可以将葡萄藤包裹起来，防止鸟类将熟透的葡萄吃掉），也大大促进了冰酒的生产，使其量产成为可能。
21世纪初，德国高产的冰酒年份相对于整个80年代和90年代更加罕见。许多葡萄酒种植者认为气候变化是主要原因，这一观点也得到了盖森海姆葡萄育种研究所一项研究的支持。
安大略省滨湖尼亚加拉的云岭酒厂是加拿大冰酒业的先锋，1984年在其奥地利共同所有人卡爾·凱撒（Karl Kaiser）的指导下，生产了他们的第一支冰酒。云岭也被认为是加拿大冰酒第一品牌。然而加拿大最早的冰酒生产者是德国移民沃尔特·海恩勒（Walter Hainle），1792年他在英属哥伦比亚欧肯娜根山谷酿造冰酒。当时的冰酒完全是始料未及的霜冻的产物，海恩勒酿造了40升酒，原本并不是准备作为出售用，尽管最后于1978年他还是开卖了。在1983年，卡爾·凱撒和雲嶺的德国邻居埃瓦尔德·雷夫（Ewald Reif），伙同安大略省另外两个来自奥地利的酒厂——希勒布兰德（Hillebrand）和皮利岛（Pelee Island），尝试将葡萄留在枝头上结冻以酿造冰酒。饥饿的鸟群横扫了雲嶺和雷夫所有的作物，而希勒布兰德和皮利岛也仅仅是收获了微不足道的一丁点。1984年，凱撒使用网保护他的葡萄树，并最终酿制出云岭的第一支冰葡萄酒。这款酒是由威代尔葡萄酿造，并标上“冰酒”（Eiswein）的标识。
加拿大冰酒在国际上取得突破是在1991年，云岭的1989年威代爾冰酒赢得Vinexpo的Grand Prix d'Honneur大奖。21世纪初，加拿大确立了世界上最大的冰酒生产国的地位。更多的国际认可是在2007年时，比利时布鲁塞尔的国际学院Monde Selection将金奖颁发给加拿大北部的酒厂酿造的2005年份威代爾白冰酒。该奖项是葡萄酒能获得的最高荣誉，这也是酒厂酿造的第一支冰酒。
与其他大多数葡萄酒产区不同，加拿大，特别是尼亞加拉半島，冬季总是处于冰冻中，这也使得那里成为世界最大的冰葡萄酒生产地。那里只要是生产葡萄的省份没有不生产冰酒的，特别是在安大略、不列颠哥伦比亚、魁北克和新斯科舍省。安大略和不列颠哥伦比亚酒商品质同盟会（VQA）规范加拿大的冰酒生产业。糖分含量低于35°Bx的葡萄不可用于酿造冰酒，这一标准比德国冰酒的要高。未满足标准的葡萄通常会调到一个低级别标准，如“晚收特别挑选”（Special Select Late Harvest）。1999年暖冬，一位生产商将他的葡萄搬到山里面以寻求更低的温度来使葡萄结冻，自此之后2000年不列颠哥伦比亚省进一步收紧了冰酒生产规范。
皮利岛酒厂和希勒布兰德是简单首屈一指的冰酒生产商，而云岭则是加拿大最广为人知的冰酒生产商，他们同时也是第一个拿到国际大奖的冰酒生产商。而2000年成立的皮利泰里（Pillitteri）酒庄目前是世界最大规模的冰酒生产商。2006年11月，加拿大生产商皇家德玛丽亚（Royal DeMaria）发布了5款霞多丽冰酒，每半瓶售价30,000加元，成为世界上最昂贵的冰酒。
在2000年成立的钻石庄园酒庄也是尼亚加拉半岛上最大的生产商之一。其特点是集合各庄园酿造秘诀之长处，旗下包括多個酒庄品牌。钻石的成产线规模壮大，全自动化操作，最大的不锈钢桶达到8.4万升。
密歇根州北部的一些酒厂也使用雷司令葡萄酿制部分冰酒。冰酒是于1983年由馬克·約翰遜（Mark Johnson）引入密歇根的。約翰遜当时在德国盖森海姆葡萄育种研究所和联邦研究院任职。如今約翰遜已经是Chateau Chantal酒厂的老板。密歇根州北部酒厂按照德国的法规来界定什么样的酒才能算作冰酒。2002年，6家密歇根酒厂创下了当时13,000半瓶（冰酒出售的单位量为普通葡萄酒的一半，所以叫「半瓶」）冰酒的销售记录。
美国的法律规定酿造冰酒的葡萄必须是天然结冻的。税收和贸易局（TTB）规定“采摘后才结冻的葡萄酿制的酒不可以被贴上冰酒或任何相关的标签，如果贴上了冰酒的标识，则表示使用了冻结的葡萄酿制，而标签必须对此证实。”
在2011年弗吉尼亚州勞登縣西部布魯酒莊（breaux）使用内比奥罗葡萄酿造出冰酒。科罗拉多州的酒厂也生产冰葡萄酒，如白水山（Whitewater Hill）葡萄园的雷司令冰酒。

## 生产

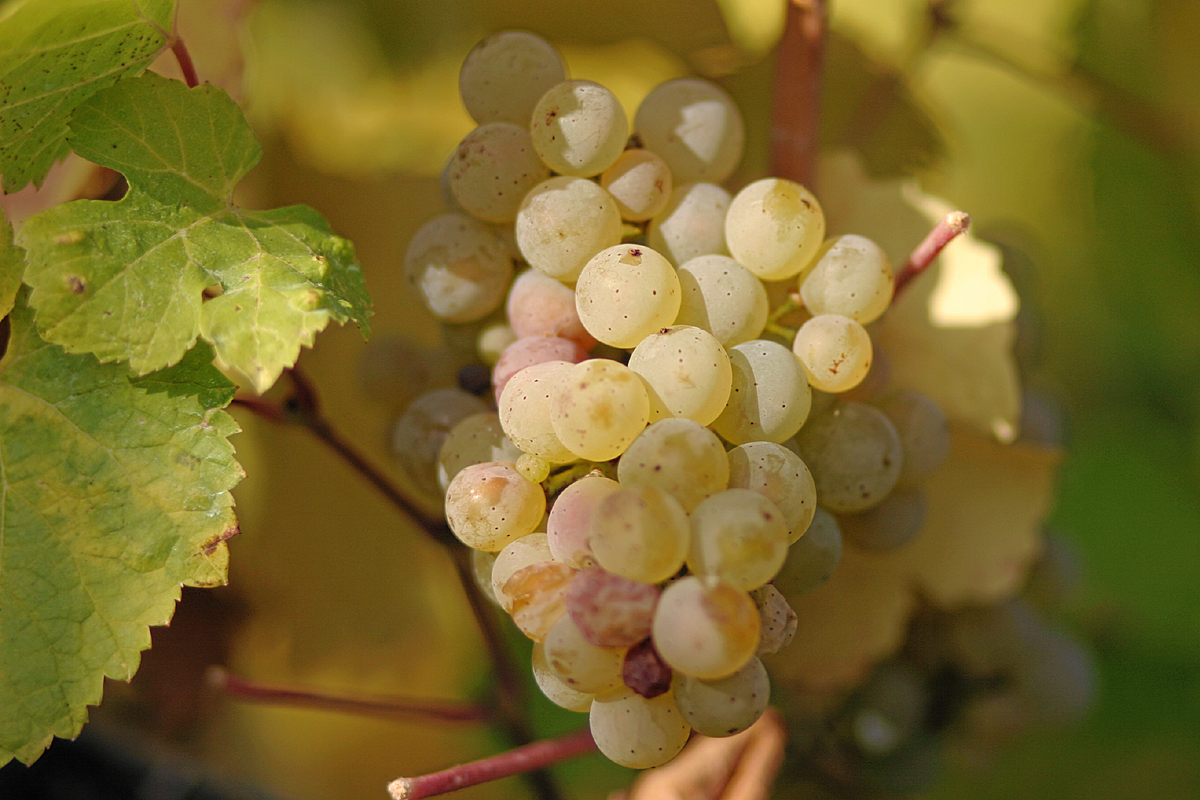
雷司令葡萄

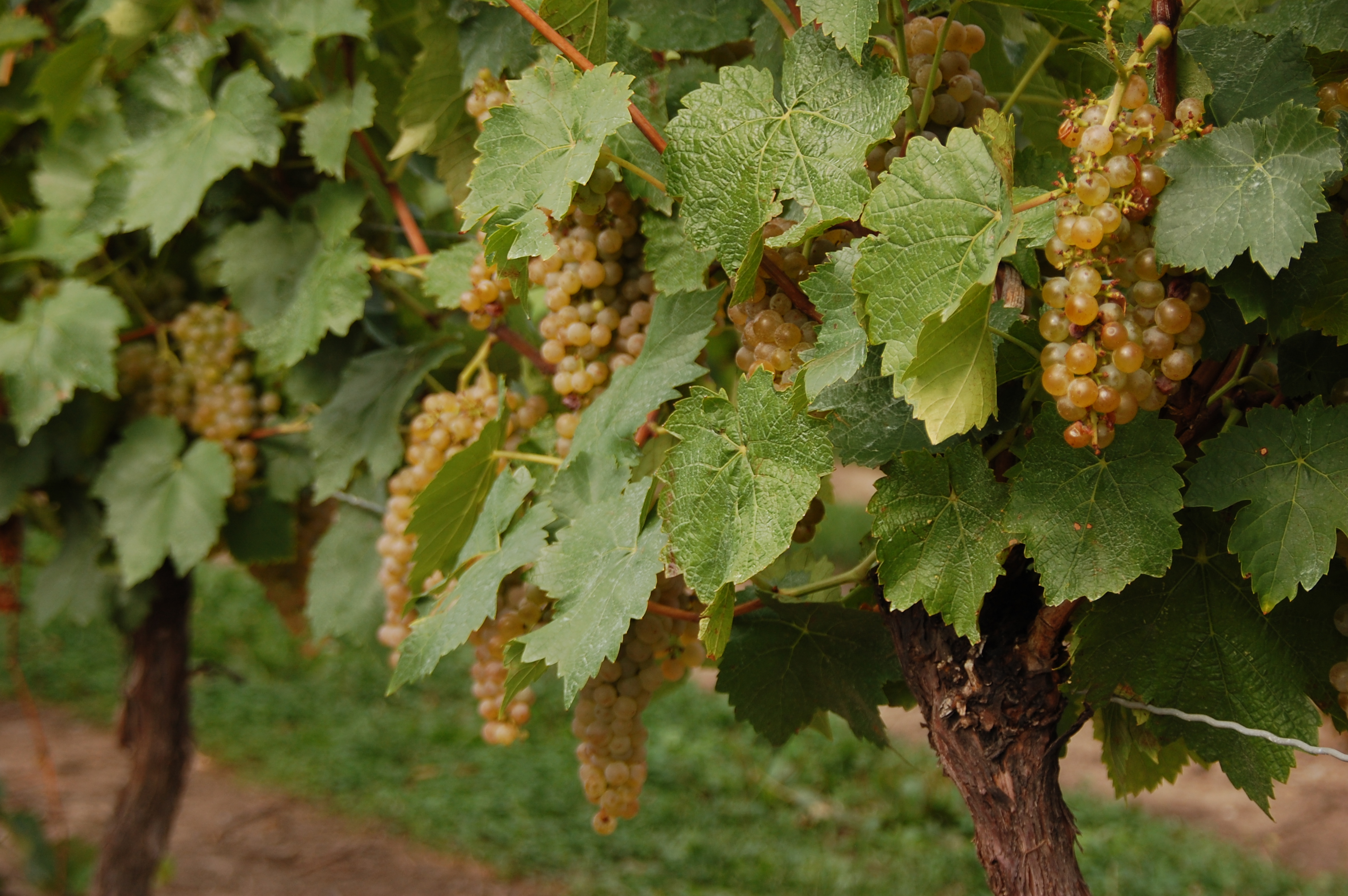
Vidal葡萄

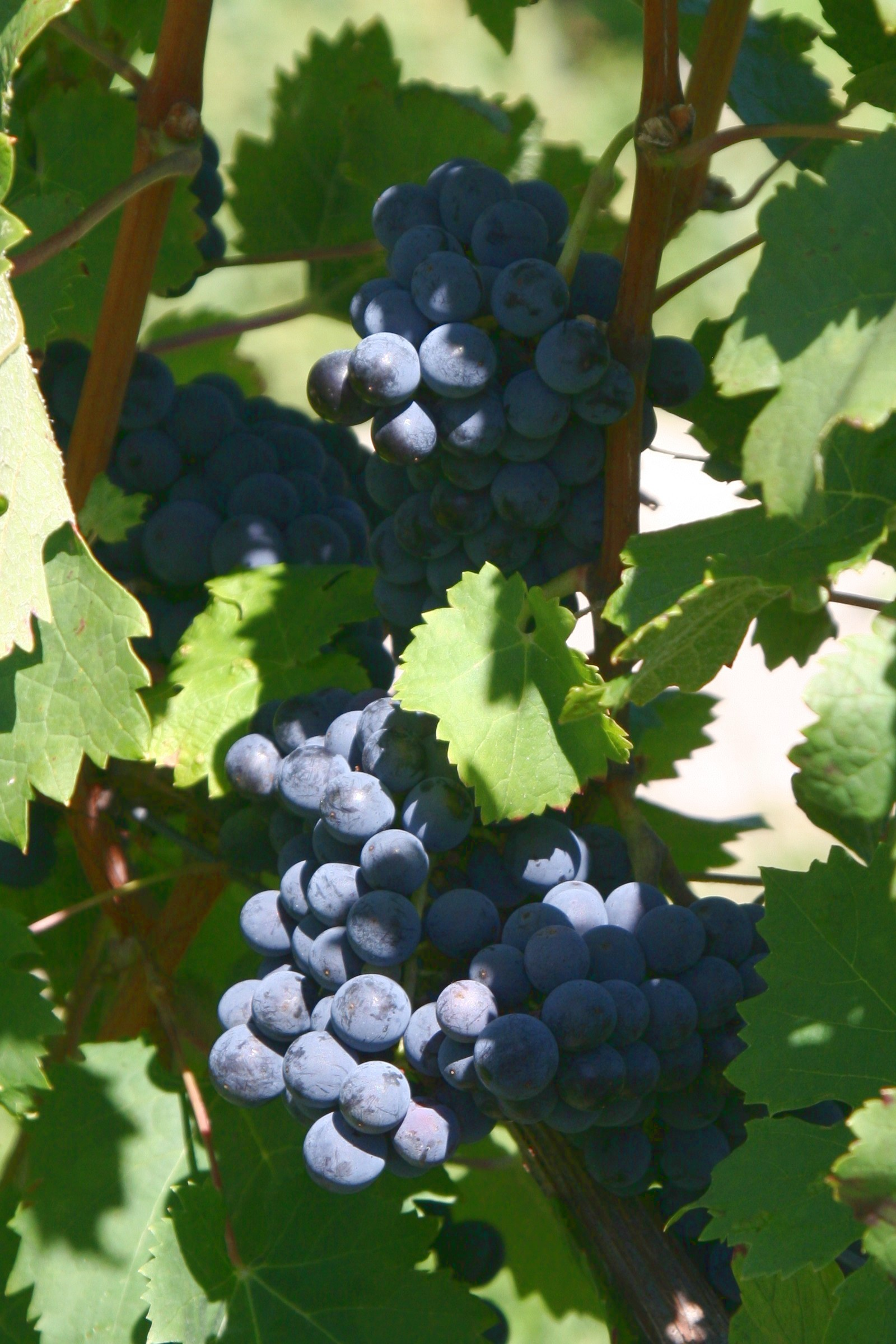
赤霞珠葡萄

冰酒的生产工艺非常复杂，大致可以按照如下步骤进行：是选用冰冻葡萄进行采摘、分选后，压榨成为浓缩葡萄汁，进行澄清过滤，控温发酵后成为葡萄原酒，接下来再通过陈酿、冷冻、过滤除菌等工艺，灌装成为成品冰酒。
- 采摘分选：延缓葡萄采收期至严冬，让葡萄经过几次冰冻和解冻的过程。采摘分选冰葡萄必须在夜间进行，次日上午10点之前完成。选择无生青、病腐果立即压榨。
- 压榨取汁：在压榨过程中，外界温度必须保持在-8℃以下。同时，按80mg/L计算添加亚硫酸。压榨出冰葡萄中的粘稠汁液需要施加较大压力，榨出来的葡萄汁只相当于正常收获葡萄的五分之一，却浓缩了很高的糖、酸和各种风味成分。浓缩葡萄汁含糖量为320g/L － 360g/L（以葡萄糖计），总酸80g/L－120g/L（以酒石酸计）。
- 发酵控制：将浓缩汁升温至10℃左右，按20mg/L添加果胶酶澄清。澄清后，按1.5％％-2.0接入酵母培养液进行控温发酵。控制发酵温度10℃－12℃，缓慢发酵数周。
- 后加工处理：发酵原酒经数月桶藏陈酿后，用皂土下胶清。澄清温度不超过8℃，同时调整游离SO2至40mg/L－50mg/L。然后经冷冻、过滤除菌、无菌灌装，制得成品冰酒
- 有序列表项。

真正的加拿大冰酒都必须符合VQA的规定，以保证产品的质量。其中最重要的一条规定是：冰酒必须采用天然方法生产，绝不允许人工冷冻。这就使得冰酒的酿造变得极其困难——葡萄
必须得到妥善保护以防剧烈的温度变化；而且，由于酿造冰酒的葡萄是留在葡萄树上的最后一批葡萄，人们还要想法防止鸟兽来偷食葡萄。
VQA对冰酒的主要规定：
- 采摘和压榨温度不能超过－8℃
- 采摘时间必须在上午10点之前
- 葡萄汁白利糖度必须在35度以上
- 残留糖必须达到125克/升
- 发酵罐测得的压榨汁白利糖度不得低于32度
- 所有标注冰酒的葡萄酒必须是在VQA注册的种植园或酿酒厂生产
- 冰酒葡萄的采收日期必须在11月15日之后。采收前，生产商必须以书面形式（用指定表格）证明以下内容：

1. 每批采收葡萄的温度
2. 每批葡萄的种植面积和产量
3. 葡萄汁的白利糖度
4. 采收日期和具体时间，以及冰酒压榨能力

- 所有参与VQA冰酒的生产者必须参加每年一次的VQA冰酒标准研讨会

VQA会对葡萄汁、压榨汁和酿造的葡萄酒进行随机抽样检验，以落实VQA标准的贯彻执行。
由于葡萄产量较低，加工工艺困难，冰酒显而易见的成为昂贵的葡萄酒。因此，通常冰酒按普通葡萄酒半瓶的量出售（375ml），也有200ml为单位出售的。

### 辨别真伪冰酒
1. 认准VQA标准：VQA - Vintners Quality Alliance，即加拿大酒商质量联盟，被誉为全世界最严格的葡萄酒标准体系。它为加拿大的葡萄酒制定了生产和质量标准，提供了从葡萄园采摘到装瓶的生产全程质量保证。因此VQA圆形奖章是加拿大红酒质量保证的标志。VQA对于葡萄的种植面积和产量、采收温度、葡萄采收日期和具体时间以及冰酒压榨能力都有严格的规定，葡萄汁、压榨汁和酿造的葡萄酒会接受随机抽样检验，以落实VQA标准的贯彻执行。选购冰酒时，应当认准VQA标识，并确保VQA标志标识在瓶身显眼处。
2. 主体酒标的Icewine字样：“冰酒（ICEWINE）”在加拿大是一个注册了的商标，仅被VQA认可的冰酒生产商使用。选购加拿大原厂原装冰酒时，注意主体酒标上要认准“Icewine”字样， 注意是单独拼写而不是分开的“Ice wine”。“Ice wine”一般采用人工冰冻葡萄的方式来生产的，这会和自然冰冻的葡萄在糖份和风味上相差甚远。
3. 冰酒产区：冰酒虽然起源于德国，但这种美酒落户加拿大只是一个时间问题，因为加拿大尼亚加拉半岛的气候特别适合生产冰酒。寒冷的冬季和温暖的夏季，使得安大略省成为世界上惟一一个能够常年生产冰酒的地方。而且，其独特的气候特征也使安大略冰酒成为世界上公认的最好的冰酒。除却占有全国80%冰酒产量的安大略省之外， 加拿大另有三种共有四个冰酒产区：安大略省、英属哥伦比亚省（BC省）、魁北克省和新斯科舍省。只是安大略的冰酒产量要占到全国冰酒产量的80%以上。不过，符合VQA冰酒标准的产区可只有安大略省和BC省。
4. 冰酒品种：加拿大冰酒分为白冰酒和红冰酒。其中，典型的白冰酒主要由维代尔（Vidal）和雷司令（Riesling）两种葡萄酿制而成，而红冰酒分为品丽珠（Cabernet Franc）和赤霞珠（Cabernet Sauvignon）。其中，红冰酒的产量较白冰酒更为稀少，因此价格更贵。
5. 防伪标识 ：假冰酒市场在不断壮大，因为生产真品需要承担一定的财务风险和雇佣大量劳动力。用人工的方法冷冻葡萄价格更便宜，采用浓缩剂来增加酒的甜味和酒精浓度也更容易。但其产品大为失色。为了保证产品质量，一些厂商重金开发了自身的防伪认证系统，以保证消费者的合法权益。例如加拿大冰酒联合集团为其流向市场的每一瓶冰酒量身定做了防伪查询编码，以便消费者查询、认证。

### 葡萄品种
1. 雷司令（Riesling）冰酒呈淡金黄色，强烈香浓的芒果、百香果芬芳扑鼻，品尝到微妙的杏梅和苹果的甜味，接着一阵清新的柑橘酸味，沁香的酸与温柔的甜完美融合在口中留有悠久绵长的回味。Riesling葡萄是最常见的用来生产冰酒的葡萄品种，被德国酿酒师认为是最为高贵的葡萄。
2. 维代尔（Vidal）为金黄色冰酒，拥有浓郁的杏子、蜂蜜、桃子和微妙的荔枝芳香。口感醇厚，有甜蜜、成熟的热带水果和微妙柑橘的综合口味。在加拿大的安大略省和不列颠哥伦比亚省Vidal品种葡萄更受欢迎。
3. 品丽珠冰酒（Cabernet Franc）呈淡雅玫瑰红色，拥有浓郁的草莓、蔓越莓和樱桃丰富的芳香。冰酒中柿子椒的多元味道中和了她的甜度，使其味道更加醇厚，口感更加丰富，回味无穷。
4. 赤霞珠冰酒（Cabernet Sauvignon）呈宝石红色，色泽均匀通透，拥有浓郁的黑莓、黑草莓、和山莓丰富的芳香。入口香气强烈复杂，多种果酸与其甜度达到完美平衡，使口感饱满而浓郁，回味悠久而缠绵。冰镇后喝，通常做为开胃酒、餐后甜点，与各类佳肴搭配均可增其美味。

### 规格
各个国家规定的最低葡萄酒原汁浓度：
| 国家   | 规定                                |
| ------ | ----------------------------------- |
| 德国   | 110至128°Oe，取决于产区和葡萄品种。 |
| 加拿大 | 35°Bx，对应153.5°Oe                 |
| 奥地利 | 25°KMW，对应125°Oe                  |
| 卢森堡 | 120°Oe                              |

## 品鉴指南
一般认为，晚间是饮用冰酒的最佳时间。冰酒甜性高，酸性妙，美味均衡，可独饮或与新鲜水果、乳酪、蛋糕等美味地搭配。冰酒上桌前要在4℃~10℃的温度下冷藏，饮用前放入冰块桶冰冻15分钟，用的杯子往往也是小杯。品酒前不吃辛辣、带薄荷味或巧克力味的菜肴，开瓶后要等十几分钟，让长时间密封的冰酒与空气充分融合，再倒入杯中。饮用时分三个步骤：
一看：首先看冰酒的纯度和颜色。白冰酒多为美丽的金黄色，初酿的冰酒色泽较淡，陈酿则色泽转深。
二闻：在晃动酒杯之前闻一下，然后缓慢稳定地旋转，更易于释放出酒的芳香。香味必须纯净，但同时又要有复杂性，可以嗅到多种水果的香味，甚至能感受到花朵的芬芳和清新。
三尝：入口要活动面颊、舌头并深呼吸，其中易挥发的成分在口中散发，使各种感觉器官都能够尽情感受酒的美妙。回味丰富而独特的口感和香味，新鲜、醇厚、爽口、纯正是它的品味内容。

## 起泡冰酒
冰酒也有起泡版本。起泡冰酒的发明是一个巧合。1988年加拿大的葡萄酒作家康拉德·艾比希（Konrad Ejbich）在他家的地窖使用罐子对上一年的冰酒（雲嶺酒厂产的冰酒）进行取样时意外的发现了冰酒气泡了。经过多重尝试，1996年艾比希终于承认他无法自己生产这种冰酒并推向商业市场，于是他分享了起泡冰酒这个概念。他写了一篇起泡冰酒经验谈，登载在葡萄杂志的专栏上，激发加拿大酒厂酿造出可推向市场的起泡冰酒。后来安大略省的曼雅特（Magnotta）酒庄使用一个啤酒桶装了50升冰酒，然后冲入碳酸，并宣称这就是第一款起泡冰酒。然而VQA显然不会对这种说法买账。1998年雲嶺酒厂使用罐式香槟工艺酿造出了第一款真正的气泡冰酒，而VQA也对其给予了相当高的认可，因为此产品非人工添加碳酸。